# يانغ حزقيال
يانغ حزقيال (بالصينية: 楊娟) هي منافسة ألعاب القوى صينية، ولدت في 1969.

## وصلات خارجية
- يانغ حزقيال على موقع الاتحاد الدولي لألعاب القوى (الإنجليزية)
- يانغ حزقيال على موقع أوليمبيديا (الإنجليزية)